# Configurazione da gaming
Una configurazione da gaming (o "setup da gaming") è una configurazione personalizzata di hardware informatico, periferiche ed accessori utilizzata per la fruizione di videogiochi. Queste configurazioni sono generalmente caratterizzate da componenti con prestazioni elevate, attenzione all’ergonomia e un’estetica visiva personalizzata. Con l’affermazione degli eSport e delle piattaforme di streaming online, le configurazioni da gaming hanno assunto anche un valore culturale e sociale all’interno della più ampia cultura digitale.

## Storia
Le configurazioni da gaming hanno origine dall’ottimizzazione di personal computer per scopi ludici. Nel tempo si sono trasformati in postazioni complesse, influenzate dallo sviluppo del mercato dei videogiochi, dall’ascesa degli streamer e dall’avvento di community online focalizzate sulla customizzazione estetica e funzionale.

## Componenti principali
Gli elementi di una configurazione da gioco variano in base alle esigenze, ma in genere comprendono:
- PC da gaming: composto da una CPU e una GPU di fascia alta, RAM ad alte prestazioni e un SSD per ridotti tempi di caricamento. Spesso si affiancano una scheda madre avanzata, un alimentatore modulare e un sistema di raffreddamento a liquido o ad aria[5][6].
- Monitor: con frequenza di aggiornamento elevata (es. 144 Hz o 240 Hz), bassa latenza e supporto a tecnologie come G-Sync.
- Tastiera e mouse da gaming: meccanici, dotati generalmente di retroilluminazione RGB e progettati per garantire precisione e reattività nei giochi competitivi.
- Cuffie o altoparlanti: per riproduzione sonora ad alta fedeltà, con supporto a sistemi audio tridimensionali e microfoni direzionali.
- Sedia ergonomica e scrivania: studiate per mantenere una corretta postura durante sessioni prolungate, spesso dotate di supporto lombare e braccioli regolabili.
- Illuminazione personalizzata: basata su LED RGB sincronizzabili con altri dispositivi o con l’audio/video in esecuzione.

## Cultura e diffusione
La crescente esposizione su piattaforme come Reddit, Instagram, YouTube e TikTok ha portato alla diffusione di immagini e contenuti legati alle configurazioni da gaming, con una forte componente di personalizzazione estetica. Alcuni influencer e creatori di contenuti condividono le proprie postazioni, diffondendo trend come l’uso di LED RGB, cavi custom, e modding. Le immagini delle configurazioni più elaborate possono diventare virali, influenzando la diffusione di pratiche di personalizzazione.

## Tipologie di configurazioni

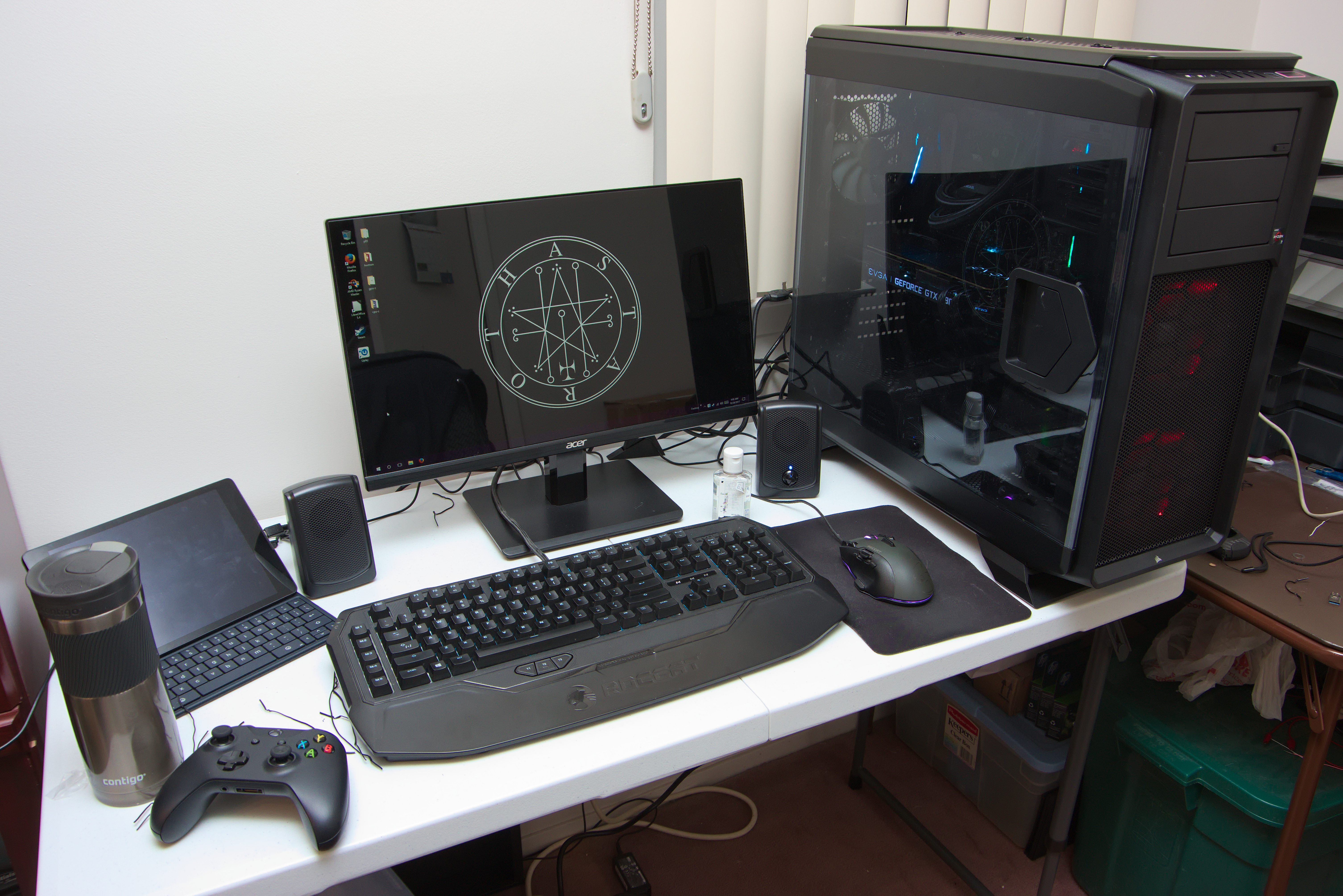
Setup da gaming minimalista

Esistono diverse tipologie, classificate per estetica e funzionalità:
- Minimalista: design lineare ed essenziale, con predominanza di colori neutri e organizzazione pulita[9].
- RGB estremo: caratterizzato da illuminazione RGB sincronizzata e dinamica, con accessori coordinati[10].
- Tematico: ispirato ad anime, videogiochi o fumetti[11].
- Competitivo / eSport: mirato alla performance, privo di elementi decorativi, focalizzato su precisione, bassa latenza e rapidità nei tempi di risposta[12].

## Criticità e considerazioni
La realizzazione di una configurazione da gaming può comportare costi elevati e un  consumo energetico significativo. Inoltre, un uso prolungato in ambienti sedentari può contribuire a uno stile di vita sedentario con implicazioni per la salute. Alcune fonti hanno esaminato la prevalenza e l'efficacia delle pratiche di marketing attraverso influencer nel settore gaming.